# Léon Kauffman
Pour les articles homonymes, voir Kauffman.
Léon Kauffman, né à Luxembourg le 16 août 1869 et mort à Luxembourg le 25 mars 1952, est un homme politique luxembourgeois.

## Biographie
- 1910 : Directeur des Contributions
- 1915-1945 : Membre du Conseil d’État
- 1916-1918 (24 fév. – 28 sept.) : Directeur général des Finances
- 1917-1918 (19 juin – 28 sept.) : Ministre d’État, Président du gouvernement, Directeur général des Affaires étrangères
- 1923-1952 : Président du conseil d’administration de la Banque internationale à Luxembourg
- 1945-1952 : Président du Conseil d'État